# Campylium gollanii
Campylium gollanii là một loài rêu trong họ Amblystegiaceae. Loài này được Müll. Hal. ex Vohra mô tả khoa học đầu tiên năm 1970.